# 滨海茶藨子
滨海茶藨子（学名：Ribes giraldii var. cuneatum）为虎耳草科茶藨子属下的一个变种。

## 扩展阅读
- 維基物種上的相關：滨海茶藨子